# Chrysohypnum brachycarpum
Chrysohypnum brachycarpum là một loài Rêu trong họ Amblystegiaceae. Loài này được (G. Roth) Warnst. mô tả khoa học đầu tiên năm 1914.